# Cyllenia
Cyllenia is een vliegengeslacht uit de familie van de wolzwevers (Bombyliidae). De wetenschappelijke naam van het geslacht werd voor het eerst geldig gepubliceerd in 1802 door Latreille.

## Soorten
- C. marginata Loew, 1846
- C. rustica (Rossi, 1790)